# Ostaci brodoloma trgovačkog broda Teti
Teti je američki trgovački brod čiji se ostatci nalaze kod otočića Malog Barjaka, zapadno od Komiže.

## Opis
Uz sjevernu stranu otočića Mali Barjak, zapadno od Komiže, nalaze se ostaci potonulog teretnog broda «Teti» koji se nasukao 1930. godine zbog greške u navigaciji. Kao parobrod izgrađen je 1883. godine u SAD. Olupina je dužine 72 m.

## Zaštita
Pod oznakom Z-18 zaveden je kao nepokretno kulturno dobro - arheologija, pravna statusa zaštićena kulturnog dobra, klasificirano kao "podvodna arheološka zona/nalazište".